# Jessie Boucherett

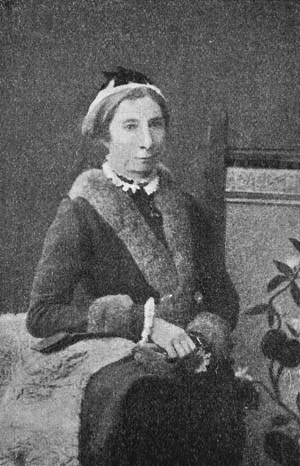
Jessie Boucherett, ca. 1860

Emilia Jane (Jessie) Boucherett (* November 1825 in Willingham House, North Willingham, West Lindsey, Lincolnshire; 18. Oktober 1905 ebenda) war eine englisch-britische Kämpferin für Frauenrechte, Autorin und Herausgeberin von Zeitschriften der Frauenrechtsbewegung.

## Leben
Boucherett wurde als jüngstes Kind von Louisa und Ayscoghe Boucherett (1791–1857) geboren. Ihr Vater, der 1820 High Sheriff von Lincolnshire war, stammte von einem französischen Protestanten ab, der sich 1644 in England niedergelassen hatte. Sie hatte einen Bruder, Henry Robert, der 1877 unverheiratet starb, und eine ältere Schwester, Louisa (1821–1895), nach deren Tod der Familienbesitz von mehr als 2.400 ha (Stand 1883) an Boucherett überging.
Sie besuchte die Avonbank School, die private Schule der Schwestern Byerley in Stratford-upon-Avon, wo auch Elizabeth Gaskell Schülerin gewesen war. Die Schwester waren die Töchter von Thomas Byerley, einem Verwandten und Partner von Josiah Wedgwood.
Boucheretts Engagement für die Belange der Frauen wurde durch die Lektüre des English Woman’s Journals angeregt, sowie durch den Artikel On female industry von Harriet Martineau in der Edinburgh Review im April 1859, der die Probleme der „überzähligen“ Frauen in England in der Mitte des 19. Jahrhunderts, einer Zeit, in der es weit mehr Frauen als Männer in der Bevölkerung gab, beschrieb. Aus einem zufälligen Treffen mit Bessie Rayner Parkes und Barbara Leigh Smith Bodichon in London wurde sie an Ideen über die gegenwärtige und künftige Rolle der Frau in der Gesellschaft beteiligt, die in die Langham Place Group mündeten. Unterstützt durch ihr privates Einkommen und umgeben von gleichgesinnten neuen Freundinnen, widmete Boucherett in der Folge einen Großteil ihres Lebens der Sache der Frauenemanzipation.
Boucheretts Hauptinteresse galt den Schwierigkeiten unverheirateter Frauen mit begrenzten Mitteln, eine geeignete und ausreichend entlohnte Arbeit zu finden. Sie war immer der Meinung, dass das Fehlen einer bezahlten Beschäftigung aufgrund mangelnder Ausbildung und Vorurteile gegen den Zugang von Frauen zu bestimmten Berufen beseitigbare Hindernisse seien. Zusammen mit Adelaide Anne Procter und Barbara Leigh Smith Bodichon gründete sie im Winter 1859 die Society for Promoting the Employment of Women und gewann dabei die Unterstützung von Anthony Ashley-Cooper, der der erste Präsident der Gesellschaft wurde. Die Society richtete ein Kopierbüro, eine Schule für die Ausbildung von Frauen zu Buchhalterinnen, Büroangestellten und Kassiererinnen sowie eine Arbeitsvermittlung ein. Sie wurde 1926 in die Society for Promoting the Training of Women umgewandelt, die heute als eingetragene Wohltätigkeitsorganisation Futures for Women tätig ist.
Boucherett schrieb mehrere Veröffentlichungen zum Thema der Beschäftigung von Frauen: Hints for Self-Help: a Book for Young Women (1863), How to provide for superfluous women in Josephine Butlers Sammelband Woman's Work and Woman's Culture (1869) und The industrial position of women in Theodore Stantons The Woman Question in Europe (1884). Nachdem sie sich sehr aktiv gegen restriktive Arbeitsgesetze, insbesondere den Factory Act von 1874, eingesetzt hatte, beschäftigte sie sich in den 1890er Jahren zunehmend mit den ihrer Ansicht nach nachteiligen Auswirkungen von Schutzgesetzen mit speziellen Einschränkungen für weibliche Industriearbeiterinnen. Sie gründete die Freedom of Labour Defence League und schrieb zusammen mit Helen Blackburn The Condition of Working Women and the Factory Acts (1896).
Boucheretts erster Kontakt mit der Langham Place Group hatte sie in die Kampagnen für das Frauenwahlrecht und den Rechtsanspruch verheirateter Frauen auf ihr eigenes Eigentum und Einkommen hineingezogen. Sie verfasste zusammen mit Barbara Bodichon und Emily Davies die erste Petition für ein Frauenwahlrecht, die 1866 von John Stuart Mill dem Parlament vorgelegt wurde. Boucherett war bis zu ihrem Tod eine überzeugte Unterstützerin der London Society for Women's Suffrage und der National Union of Women’s Suffrage Societies. Ihr nachhaltigster Beitrag zur viktorianischen Frauenbewegung war die Gründung des Englishwoman's Review (1866–1910). Boucherett war Eigentümerin der Zeitschrift, schrieb regelmäßig Beiträge und war bis 1870 ihre erste Redakteurin. Danach gründete sie zusammen mit Lydia Becker das Women's Suffrage Journal.
Boucherett starb am 1905 an Leberkrebs und wurde in North Willingham beigesetzt.

## Veröffentlichungen
- Hints on Self-Help for Young Women, Jarrold and Sons, London 1863 (online).
- The Condition of Women in France, Strahan & Co, London 1868.
- How to Provide for Superfluous Women, in Josephine Butler (Hrsg.): Women’s work and women’s culture, a series of essays, Macmillan, London 1869.
- The industrial position of women, in Theodore Stanton (Hrsg.): The Woman Question in Europe. A Series of Original Essays, G. P. Putnam's Sons, New York City 1884.
- The Condition of Working Women and the Factory Acts, mit Helen Blackburn, Elliot Stock, London 1896 (online).